# Conselho Nacional da Resistência Maubere

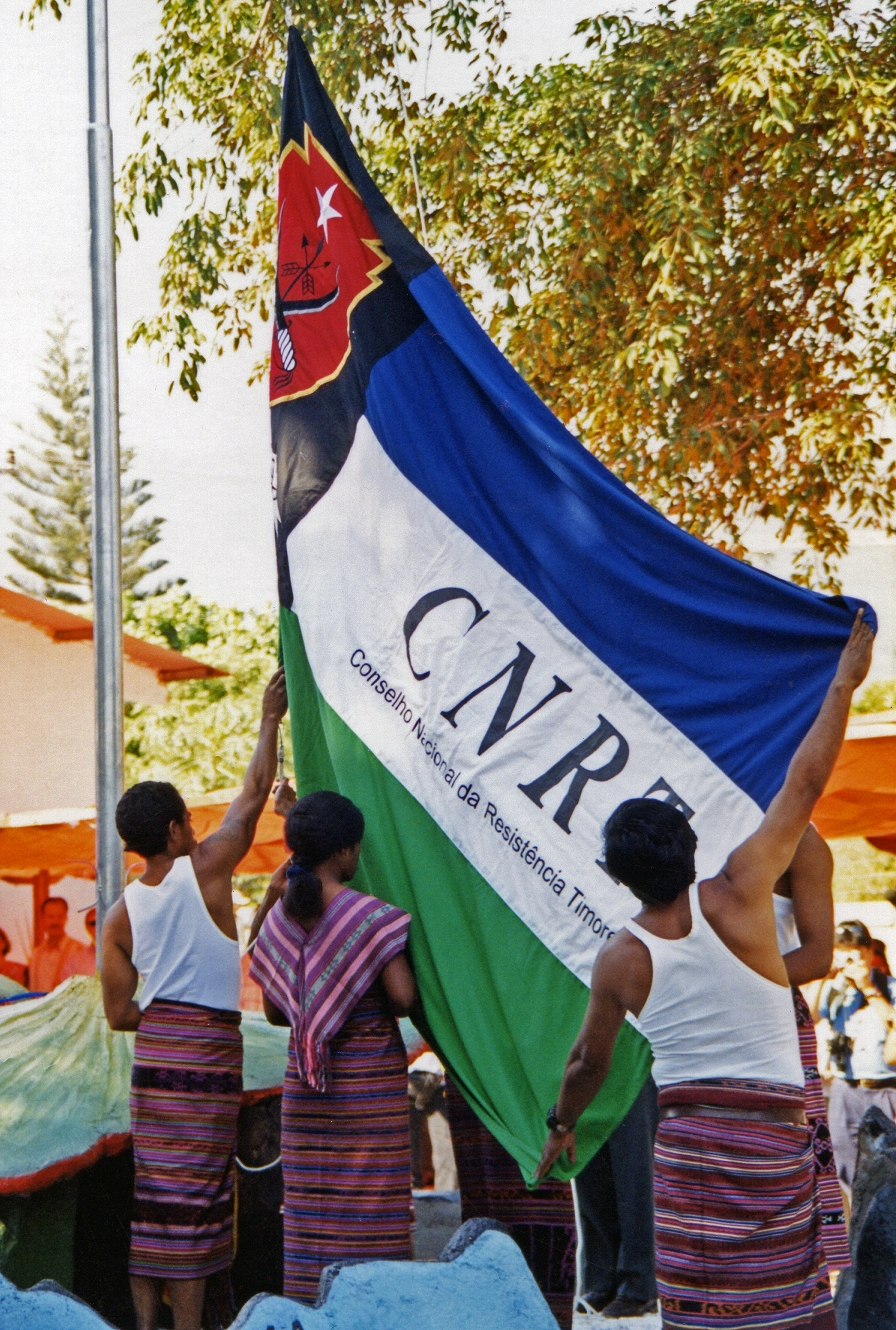
Bandeira do Conselho Nacional da Resistência Timorense.

Conselho Nacional da Resistência Maubere ou Conselho Nacional da Resistência Timorense, conhecido pelas abreviaturas CNRM e CNRT, foi uma organização guarda-chuva timorense de indivíduos e instituições não-governamentais, dedicados a resistir à ocupação indonésia de 1975 a 1999. Em março de 1986, a Frente Revolucionária de Timor-Leste Independente (FRETILIN) e a União Democrática Timorense (UDT) anunciaram a formação de uma coligação, denominada Convergência Nacionalista, que foi o embrião de outras estruturas de unidade nacional que se seguiram. O líder da resistência foi Xanana Gusmão, o qual foi presidente de Timor-Leste anos depois, e declarou apoio a Forças Armadas de Libertação e Independência de Timor-Leste (FALINTIL) em 1988.
O termo maubere foi cunhado por José Ramos-Horta na década de 1970. Inicialmente, era utilizada pelo português para designar os membros analfabetos do grupo étnico mambai, uma das maiores comunidades do país asiático, reinventado como um emblema de orgulho nacional pela FRETILIN. O conselho foi intitulado Nacional da Resistência Maubere até abril de 1998, quando os partidos políticos envolvidos se reuniram em Peniche, Portugal, e rebatizaram com o nome de Conselho Nacional da Resistência Timorense.
Em maio de 1998, o presidente indonésio Hadji Mohamed Suharto deixou o cargo e seu sucessor Bacharuddin Jusuf Habibie, oferecendo, assim, a Timor Leste, "autonomia especial". A Organização das Nações Unidas (ONU) concordaram em realizar um referendo com o objetivo de perguntar aos timorenses qual a escolha da maioria da população: a autonomia (representada no boletim de voto pela bandeira indonésia) ou a independência (representada no boletim de voto pela bandeira CNRM - CNRT). Dessa forma, 78,5% optaram pela independência; com o intuito alcançado, foi dissolvido pelo Congresso em 2001 para permitir uma democracia multipartidária.
Logo após o referendo, o país recém-liberto iniciou a Comissão Verdade e Amizade, a fim de verificar os atos de violência ocorridos durante o Conselho Nacional e a resistência dos grupos opositores os quais defendiam a submissão à Indonésia. O primeiro e único congresso foi realizado em 2000 na capital de Timor-Leste, Díli.